# Næstelsø Sogn
Næstelsø Sogn 
ist eine Kirchspielsgemeinde (dän.: Sogn)
auf der Insel Sjælland im südlichen Dänemark.
Bis 1970 gehörte sie zur Harde Hammer Herred im damaligen Præstø Amt, danach zur Fladså Kommune im Storstrøms Amt, die im Zuge der  Kommunalreform zum 1. Januar 2007 in der Næstved Kommune in der Region Sjælland aufgegangen ist.
Im Kirchspiel leben 607 Einwohner (Stand: 1. Januar 2023).
Im Kirchspiel liegt die Kirche „Næstelsø Kirke“.
Nachbargemeinden sind im Norden Holme Olstrup Sogn, im Nordosten Toksværd Sogn, im Südosten Everdrup Sogn, im Süden Mogenstrup Sogn und im Westen Rønnebæk Sogn.